# Edition Maulhelden
Edition Maulhelden ist ein unabhängiger Schweizer Verlag mit Sitz in Zürich. Er ist Mitglied der Swiss Independent Publishers SWIPS, des Zürcher Buchhändler- und Verlegervereins und assoziiertes Mitglied des Schweizer Buchhändler- und Verlegerverbands SBVV.

## Geschichte
Der Verlag wurde im Frühling 2019 von der Literaturwissenschaftlerin, Schriftstellerin und Regisseurin Hildegard E. Keller gegründet. Der Verlag arbeitet unter dem juristischen Dach der Bloomlight Productions GmbH in Zürich.

## Programm
Das Verlagsprogramm umfasst Belletristik und Sachbuch zu Kulturgeschichte und Kulinarik sowie programmbezogene Spiele und Karten. Edition Maulhelden veranstaltet auch Performances, Schreibkurse (unter anderem zum Schreiben des eigenen Nachrufs) und thematische Stadttouren. In der Edition Maulhelden ist die erste deutschsprachige Werkausgabe von Alfonsina Storni erschienen, die mit Audio-Dokumenten angereichert ist und in einem Podcast präsentiert wird. Auch die Gesamtausgabe des Schweizer Dramatikers, Chirurgen und Pioniers der Geburtshilfe Jakob Ruf, 2008 bei NZZ Libro erschienen, ist nun über die Edition Maulhelden erhältlich.